# Selezioni nazionali per l'Eurovision Song Contest
Le selezioni nazionali per l'Eurovision Song Contest sono dei festival musicali organizzati dalle emittenti televisive dei vari paesi partecipanti per selezionare il rappresentante della nazione al festival canoro europeo. Le emittenti possono anche selezionare internamente i partecipanti.
Questi festival sono nati o sono stati organizzati unicamente per l'Eurovision Song Contest, fatta eccezione per il Festival di Sanremo (il quale fu ispirazione per la creazione dell'ESC), il Festivali i Këngës e lo Skopje Fest.
I partecipanti a queste selezioni possono non avere vincoli di nazionalità e le canzoni possono essere interpretate in qualsiasi lingua, anche inventata (anche se nelle prime edizioni vigeva un obbligo di cantare in una delle lingue ufficiali del proprio paese), tuttavia la singola emittente può porre queste e altre restrizioni.
Le selezioni nazionali possono scegliere: o solo l'interprete, o solo la canzone, o entrambi. L'emittente può riservarsi il diritto di scegliere un altro partecipante rispetto al vincitore, e nel caso specifico in cui il vincitore della manifestazione non possa partecipare (o venga squalificato) viene scelto il secondo o terzo classificato, anche se in ogni caso la scelta spetta all'emittente.

| Nazione                       | Selezione                                                                     | Nº edizioni | Anno/i                                                                                    |
| ----------------------------- | ----------------------------------------------------------------------------- | ----------- | ----------------------------------------------------------------------------------------- |
| Albania RTSH                  | Festivali i Këngës                                                            | 22          | 2004-2025                                                                                 |
| Andorra RTVA                  | 12 Punts                                                                      | 1           | 2004                                                                                      |
| Andorra RTVA                  | Eurocàsting / Desitja'm sort                                                  | 1           | 2005                                                                                      |
| Andorra RTVA                  | Passaport a Moscou                                                            | 1           | 2009                                                                                      |
| Armenia ARMTV                 | Evrotesil                                                                     | 6           | 2007-2011 2013                                                                            |
| Armenia ARMTV                 | Depi Evratesil                                                                | 4           | 2017-2018 2020 dal 2025                                                                   |
| Australia SBS                 | Eurovision - Australia Decides                                                | 3           | 2019-2020 2022                                                                            |
| Austria ORF                   | Finale nazionale                                                              | 6           | 1981–1983 1991 1993-1994                                                                  |
| Austria ORF                   | Aus zwölf wird eins                                                           | 1           | 1984                                                                                      |
| Austria ORF                   | Ein Lied für Zagreb                                                           | 1           | 1990                                                                                      |
| Austria ORF                   | Song.Null.                                                                    | 4           | 2002–2005                                                                                 |
| Austria ORF                   | Guten Morgen Düsseldorf/Düsseldorf - Wir kommen! – Wer fährt zum Song Contest | 1           | 2011                                                                                      |
| Austria ORF                   | Österreich rockt den Song Contest                                             | 2           | 2012–2013                                                                                 |
| Austria ORF                   | Eurovision Song Contest – Wer singt für Österreich?                           | 2           | 2015–2016                                                                                 |
| Azerbaigian İTV               | Land of Fire                                                                  | 2           | 2008 2010                                                                                 |
| Azerbaigian İTV               | Milli Seçim Turu                                                              | 3           | 2011-2013                                                                                 |
| Azerbaigian İTV               | Böyük Səhnə                                                                   | 1           | 2014                                                                                      |
| Belgio VRT RTBF               | Finale Nationale du Grand Prix Eurovision de la Chanson Europeenne            | 1           | 1956                                                                                      |
| Belgio VRT RTBF               | De T.V. maakt muziek                                                          | 1           | 1957                                                                                      |
| Belgio VRT RTBF               | Grand Prix Eurovision de la Chanson Européenne: Demi-Finale Belge             | 1           | 1958                                                                                      |
| Belgio VRT RTBF               | Grote Eurovisie Prijs van het Europese Lied                                   | 1           | 1959                                                                                      |
| Belgio VRT RTBF               | Finale Belge pour le Grand Prix Eurovision de la Chanson Européenne           | 1           | 1960                                                                                      |
| Belgio VRT RTBF               | Finale van de Belgische Bijdrage tot het Eurovisiesongfestival                | 1           | 1961                                                                                      |
| Belgio VRT RTBF               | Finale Belge du Grand Prix Eurovision de la Chanson Européenne                | 1           | 1962                                                                                      |
| Belgio VRT RTBF               | Canzonissima                                                                  | 3           | 1963 1967 1971                                                                            |
| Belgio VRT RTBF               | Nationale Finale Songfestival                                                 | 1           | 1965                                                                                      |
| Belgio VRT RTBF               | Avant-première Eurovision                                                     | 3           | 1966 1968 1978                                                                            |
| Belgio VRT RTBF               | Nationale Finale Eurovisiesongfestival                                        | 1           | 1969                                                                                      |
| Belgio VRT RTBF               | Chansons Euro                                                                 | 1           | 1970                                                                                      |
| Belgio VRT RTBF               | Chansons pour l'Eurovision                                                    | 1           | 1972                                                                                      |
| Belgio VRT RTBF               | Liedje Voor Luxemburg                                                         | 1           | 1973                                                                                      |
| Belgio VRT RTBF               | Eurosong                                                                      | 22          | 1974-1975 1977 1979-1983 1987-1989 1993 1999 2002 2004 2006 2008 2012 2014 2016 2023 2025 |
| Belgio VRT RTBF               | Avant Eurovision                                                              | 1           | 1976                                                                                      |
| Belgio VRT RTBF               | Concours Eurovision de la Chanson - Finale Nationale                          | 1           | 1984                                                                                      |
| Belgio VRT RTBF               | Eurovision                                                                    | 1           | 1986                                                                                      |
| Belgio VRT RTBF               | Finale Nazionale                                                              | 1           | 1991                                                                                      |
| Belgio VRT RTBF               | Finale nationale du Concours Eurovision de la Chanson                         | 2           | 1992 1995                                                                                 |
| Belgio VRT RTBF               | De gouden zeemeermin                                                          | 1           | 1996                                                                                      |
| Belgio VRT RTBF               | Finale Nationale Concours Eurovision de la Chanson                            | 3           | 1998 2000 2005                                                                            |
| Belgio VRT RTBF               | Eurovision 2011: Qui? A vous de choisir!                                      | 1           | 2011                                                                                      |
| Belgio VRT RTBF               | Eurovision 2013: À vous de choisir la chanson!                                | 1           | 2013                                                                                      |
| Bielorussia BTRC              | Evrovidenie                                                                   | 2           | 2004-2005                                                                                 |
| Bielorussia BTRC              | Doroga na Evrovidenie                                                         | 1           | 2006                                                                                      |
| Bielorussia BTRC              | Eurofest                                                                      | 5           | 2007-2009 2012-2013                                                                       |
| Bielorussia BTRC              | Nacional'nyj otbor                                                            | 7           | 2014-2020                                                                                 |
| Bosnia ed Erzegovina BHRT     | BH Eurosong                                                                   | 10          | 1993-1997 2001-2005                                                                       |
| Bosnia ed Erzegovina BHRT     | Vaš šlager sezone                                                             | 1           | 1999                                                                                      |
| Bulgaria BNT                  | Bŭlgarskata pesen v ”Evroviziya”                                              | 9           | 2005-2013                                                                                 |
| Cipro CyBC                    | Finale nazionale                                                              | 17          | 1984-1986 1990-2000 2004-2005 2009                                                        |
| Cipro CyBC                    | A Song for Europe                                                             | 2           | 2006 2008                                                                                 |
| Cipro CyBC                    | Eurovision 2010: Epilogi tis kypriakis symmetochis                            | 1           | 2010                                                                                      |
| Cipro CyBC                    | Performance                                                                   | 1           | 2011                                                                                      |
| Cipro CyBC                    | A Song for Ivi                                                                | 1           | 2012                                                                                      |
| Cipro CyBC                    | Eurovision Song Project                                                       | 1           | 2015                                                                                      |
| Croazia HRT                   | Dora                                                                          | 26          | 1993-2011 2019-2025                                                                       |
| Danimarca DR                  | Dansk Melodi Grand Prix                                                       | 55          | 1957-1966 1978-1993 1995-1997 1999-2002 2004-2025                                         |
| Estonia ETV                   | Eurolaul                                                                      | 15          | 1993-1994 1996-2008                                                                       |
| Estonia ETV                   | Eesti Laul                                                                    | 17          | 2009-2025                                                                                 |
| Finlandia Yle                 | Suomen euroviisukarsinta                                                      | 45          | 1961-1969 1971-1994 1996 1998 2000 2002 2004-2011                                         |
| Finlandia Yle                 | Uuden Musiikin Kilpailu                                                       | 14          | 2012-2025                                                                                 |
| Francia France Télévisions    | Le palmarès de la chanson inédite                                             | 1           | 1956                                                                                      |
| Francia France Télévisions    | Sept villes, une chanson                                                      | 1           | 1957                                                                                      |
| Francia France Télévisions    | Et voici quelques airs                                                        | 1           | 1958                                                                                      |
| Francia France Télévisions    | Grand Prix de la chanson                                                      | 1           | 1959                                                                                      |
| Francia France Télévisions    | Finale nazionale                                                              | 5           | 1961 1970 1973 1978 2014                                                                  |
| Francia France Télévisions    | Concours de la chanson française pour l'Eurovision                            | 3           | 1976 1980-1981                                                                            |
| Francia France Télévisions    | Le Grand Concours de la chanson française                                     | 1           | 1977                                                                                      |
| Francia France Télévisions    | Sélection française - Eurovision                                              | 2           | 1983 1985-1986                                                                            |
| Francia France Télévisions    | Concours Eurovision de la chanson 1984, sélection française                   | 1           | 1984                                                                                      |
| Francia France Télévisions    | Sélection de la chanson française - Concours Eurovision 1987                  | 1           | 1987                                                                                      |
| Francia France Télévisions    | Eurovision: La Sélection                                                      | 2           | 1999-2000                                                                                 |
| Francia France Télévisions    | Un candidat pour l'Eurovision 2005                                            | 1           | 2005                                                                                      |
| Francia France Télévisions    | Eurovision 2006, et si c'était vous?                                          | 1           | 2006                                                                                      |
| Francia France Télévisions    | Eurovision 2007: Et si on gagnait?                                            | 1           | 2007                                                                                      |
| Francia France Télévisions    | Destination Eurovision                                                        | 2           | 2018-2019                                                                                 |
| Francia France Télévisions    | Eurovision France, c'est vous qui décidez                                     | 2           | 2021-2022                                                                                 |
| Georgia GPB                   | Finale nazionale                                                              | 6           | 2007-2012                                                                                 |
| Georgia GPB                   | Erovnuli Shesarcevi Konkursi                                                  | 1           | 2015                                                                                      |
| Georgia GPB                   | Evrovizia 2016 - Airchie sheni simgera!                                       | 1           | 2016                                                                                      |
| Georgia GPB                   | Evroviizis erovnul konkurss                                                   | 1           | 2017                                                                                      |
| Georgia GPB                   | Georgian Idol                                                                 | 2           | 2019-2020                                                                                 |
| Georgia GPB                   | The Voice Georgia                                                             | 1           | 2023                                                                                      |
| Germania NDR                  | Ein Lied für                                                                  | 43          | 1956-1958 1960-1965 1969-1973 1975-1976 1978-1992 1997-2008                               |
| Germania NDR                  | Unser Star für                                                                | 10          | 2010-2019                                                                                 |
| Germania NDR                  | Germany 12 Points                                                             | 1           | 2022                                                                                      |
| Germania NDR                  | Unser Lied für                                                                | 1           | 2023                                                                                      |
| Grecia ERT NERIT              | Ellinikós Telikós                                                             | 20          | 1979-1980 1983 1987-1991 1998 2001-2003 2005-2012 2017                                    |
| Grecia ERT NERIT              | Eurosong - A MAD Show                                                         | 3           | 2013-2015                                                                                 |
| Irlanda RTÉ                   | National Song Contest                                                         | 16          | 1965-1982 1984-1986                                                                       |
| Irlanda RTÉ                   | Eurosong                                                                      | 24          | 1987-2001 2008-2015 2022 2023                                                             |
| Irlanda RTÉ                   | You're a Star                                                                 | 3           | 2003-2005                                                                                 |
| Irlanda RTÉ                   | The Late Late Show                                                            | 2           | 2006-2007                                                                                 |
| Islanda RÚV                   | Söngvakeppni Sjónvarpsins                                                     | 26          | 1986-1994 2000-2001 2003 dal 2006                                                         |
| Israele IBA IPBC              | Israel Song Festival                                                          | 2           | 1978-1979                                                                                 |
| Israele IBA IPBC              | Kdam Eurovision                                                               | 21          | 1981-1983 1985-1989 1991-1993 1995 2001 2005-2006 2008-2011 2013-2014                     |
| Israele IBA IPBC              | HaKokhav HaBa HaKokhav HaBa L'Eurovizion                                      | 6           | 2015-2020                                                                                 |
| Israele IBA IPBC              | HaShir HaBa L'Eurovizion                                                      | 1           | 2020                                                                                      |
| Israele IBA IPBC              | HaShir Shelanu L'Eurovizion                                                   | 1           | 2021                                                                                      |
| Israele IBA IPBC              | X Factor L'Eurovizion                                                         | 1           | 2022                                                                                      |
| Italia Rai                    | Festival di Sanremo                                                           | 74          | 1956-1966 1972 1997 2011-2013 dal 2015                                                    |
| Italia Rai                    | Canzonissima                                                                  | 6           | 1970-1975                                                                                 |
| Italia Rai                    | Azzurro                                                                       | 1           | 1984                                                                                      |
| Jugoslavia JRT                | Jugovizija                                                                    | 22          | 1961-1972 1981-1984 1986-1992                                                             |
| Jugoslavia JRT                | Opatija Festival                                                              | 4           | 1973-1976                                                                                 |
| Lettonia LTV                  | Eirodziesma                                                                   | 13          | 2000-2012                                                                                 |
| Lettonia LTV                  | Dziesma                                                                       | 2           | 2013-2014                                                                                 |
| Lettonia LTV                  | Supernova                                                                     | 6           | dal 2015                                                                                  |
| Lituania LRT                  | Nacionalinis finalas                                                          | 8           | 1999 2001-2002 2004-2008                                                                  |
| Lituania LRT                  | Lietuvos Dainų Daina                                                          | 1           | 2009                                                                                      |
| Lituania LRT                  | Eurovizija "Eurovizijos" dainų konkurso nacionalinė atranka                   | 10          | 2010-2019                                                                                 |
| Lituania LRT                  | Pabandom iš naujo!                                                            | 4           | 2020-2023                                                                                 |
| Lituania LRT                  | Eurovizija.LT                                                                 | 1           | dal 2024                                                                                  |
| Lussemburgo RTL               | Finale nationale                                                              | 4           | 1976 1978 1989 1992                                                                       |
| Lussemburgo RTL               | Luxembourg Song Contest                                                       | 1           | dal 2024                                                                                  |
| Macedonia del Nord MRT        | Skopje Fest                                                                   | 9           | 1998 2000 2002 2005 2008-2011 2015                                                        |
| Macedonia del Nord MRT        | Nacionalen Evrosong                                                           | 2           | 2006-2007                                                                                 |
| Malta PBS                     | Malta Song for Europe Malta Eurovision Song Contest                           | 29          | 1971-1972 1975 1991-2018 dal 2022                                                         |
| Malta PBS                     | X Factor Malta                                                                | 2           | 2019-2020                                                                                 |
| Moldavia TRM                  | O melodie pentru Europa                                                       | 15          | 2005-2006 2008-2020                                                                       |
| Montenegro RTGC               | MontenegroSong                                                                | 2           | 2007-2008                                                                                 |
| Montenegro RTGC               | Montevizjia                                                                   | 2           | 2018-2019                                                                                 |
| Montenegro RTGC               | Montesong                                                                     | 1           | 2025                                                                                      |
| Norvegia NRK                  | Melodi Grand Prix                                                             | 60          | 1960-1969 1971-1990 1992-2001 dal 2003                                                    |
| Paesi Bassi AVROTROS          | Nationaal Songfestival                                                        | 50          | 1956-1960 1962-1979 1981-1984 1986-1990 1992-1994 1996-2001 2003-2007 2009-2012           |
| Polonia TVP                   | Krajowe Eliminacje do Konkursu Piosenki Eurowizji                             | 2           | 2003-2004                                                                                 |
| Polonia TVP                   | Piosenka dla Europy                                                           | 4           | 2006-2009                                                                                 |
| Polonia TVP                   | Krajowe Eliminacje                                                            | 5           | 2010-2011 2016-2018                                                                       |
| Polonia TVP                   | Szansa na sukces                                                              | 1           | 2020                                                                                      |
| Polonia TVP                   | Tu bije serce Europy! Wybieramy hit na Eurowizję                              | 2           | dal 2022                                                                                  |
| Portogallo RTP                | Festival da Canção                                                            | 51          | 1964-1969 1971-1999 2001 2003-2004 2006-2012 2014-2015 dal 2017                           |
| Regno Unito BBC               | Festival Of British Popular Song                                              | 1           | 1957                                                                                      |
| Regno Unito BBC               | Eurovision Song Contest British Final                                         | 2           | 1959-1960                                                                                 |
| Regno Unito BBC               | A Song For Europe                                                             | 39          | 1961-1995 2000-2003                                                                       |
| Regno Unito BBC               | The Great British Song Contest                                                | 4           | 1996-1999                                                                                 |
| Regno Unito BBC               | Eurovision: Making Your Mind Up                                               | 4           | 2004-2007                                                                                 |
| Regno Unito BBC               | Eurovision: Your Decision                                                     | 1           | 2008                                                                                      |
| Regno Unito BBC               | Eurovision: Your Country Needs You                                            | 2           | 2009-2010                                                                                 |
| Regno Unito BBC               | Eurovision: You Decide                                                        | 4           | 2016-2019                                                                                 |
| Repubblica Ceca ČT            | Eurosong                                                                      | 3           | 2007-2009                                                                                 |
| Repubblica Ceca ČT            | Eurovision Song CZ                                                            | 6           | 2018-2020 2022-2024                                                                       |
| Romania TVR                   | Selecția Națională                                                            | 23          | 1993-1994 1996 1998 2000 dal 2002                                                         |
| Russia Pervyj kanal Rossija 1 | Nacional'nyj final                                                            | 2           | 1994 1996                                                                                 |
| Russia Pervyj kanal Rossija 1 | Evrovidenie'                                                                  | 5           | 2005 2008-2010 2012                                                                       |
| San Marino SMRTV              | 1 in 360                                                                      | 1           | 2018                                                                                      |
| San Marino SMRTV              | Digital Battle Eurovision                                                     | 1           | 2020                                                                                      |
| San Marino SMRTV              | Una voce per San Marino                                                       | 3           | 2022-2024                                                                                 |
| San Marino SMRTV              | San Marino Song Contest                                                       | 1           | 2025                                                                                      |
| Slovacchia RTVS               | Bratislavská lýra                                                             | 1           | 1998                                                                                      |
| Slovacchia RTVS               | Eurosong                                                                      | 2           | 2009-2010                                                                                 |
| Slovenia RTV SLO              | Slovenski izbor za Pesem Evrovizije                                           | 2           | 1993 1995                                                                                 |
| Slovenia RTV SLO              | Evrovizijska Melodija                                                         | 22          | 1996-1999 2001-2011 dal 2014                                                              |
| Slovenia RTV SLO              | Misija Evrovizija                                                             | 1           | 2012                                                                                      |
| Serbia RTS                    | Beovizija                                                                     | 6           | 2006-2009 dal 2018                                                                        |
| Serbia RTS                    | Beosong                                                                       | 1           | 2013                                                                                      |
| Serbia e Montenegro UJRT      | Evropesma                                                                     | 3           | 2004-2006                                                                                 |
| Spagna RTVE                   | Festival de la canción española Eurocanción Destino Eurovisión                | 21          | 1961-1962 1964-1965 1969-1971 1976 2000-2001 2005 2007-2013 2021                          |
| Spagna RTVE                   | Operación Triunfo Operación Triunfo Gala Eurovisión                           | 5           | 2002-2004 2018-2019                                                                       |
| Spagna RTVE                   | Objetivo Eurovisión                                                           | 3           | 2014 2016-2017                                                                            |
| Spagna RTVE                   | Benidorm Fest                                                                 | 2           | dal 2022                                                                                  |
| Svezia SVT                    | Melodifestivalen                                                              | 61          | 1958-1963 1965-1969 1971-1975 dal 1977                                                    |
| Svizzera SRG SSR              | Concours Eurovision                                                           | 39          | 1956-1957 1959-1961 1963-1970 1972-1993 1998 2000 2002 2004                               |
| Svizzera SRG SSR              | Die Große Entscheidungsshow                                                   | 8           | 2011-2018                                                                                 |
| Turchia TRT                   | Eurovision Şarkı Seçmeleri                                                    | 35          | 1975 1978 1980-1993 1995-2002 2004-2005                                                   |
| Ucraina UA:PBC                | Natsvidbir                                                                    | 10          | 2005-2007 2008 2009-2014                                                                  |
| Ucraina UA:PBC                | Vidbir                                                                        | 8           | 2016-2020 dal 2021                                                                        |
| Ungheria MTVA                 | Nemzeti döntὅ                                                                 | 5           | 1994 1997 2005 2007-2008                                                                  |
| Ungheria MTVA                 | A Dal                                                                         | 8           | 2012-2019                                                                                 |